# Colbert (Georgie)
Colbert je město v Madison County, v Georgii, ve Spojených státech amerických. V roce 2011 žilo ve městě 591 obyvatel.

## Demografie
Podle sčítání lidí v roce 2000 žilo ve městě 488 obyvatel, 204 domácností a 136 rodin. V roce 2011 žilo ve městě 282 mužů (47,8 %), a 309 žen (52,2 %). Průměrný věk obyvatele je 40 let.